# غوي نيك (راز)
غوي نيك (بالفارسية: گوی نیک) هي قرية تقع في إيران في قسم راز الريفي. يقدر عدد سكانها بـ 492 نسمة بحسب إحصاء 2016.